# Volby do Zastupitelstva města Tábora 2014
| Výsledky | Výsledky | Výsledky | Výsledky | Výsledky |
| -------- | -------- | -------- | -------- | -------- |
| strana   |          |          |          | %        |
| T2020    | T2020    |          | 26,0     | 26,0     |
| ČSSD     | ČSSD     |          | 15,7     | 15,7     |
| ANO      | ANO      |          | 14,0     | 14,0     |
| KSČM     | KSČM     |          | 13,9     | 13,9     |
| JiNAK!   | JiNAK!   |          | 10,3     | 10,3     |
| TOP 09   | TOP 09   |          | 6,7      | 6,7      |
| ODS      | ODS      |          | 6,4      | 6,4      |

Volby do Zastupitelstva města Tábora proběhly v pátek a sobotu 10. a 11. října 2014. Odvolilo celkem 10 236 lidí, což odpovídá volební účasti 35,96 %.
Při předchozích volbách v roce 2010 získaly stejný počet mandátů ČSSD, hnutí Tábor 2020 a ODS, přičemž koalici na radnici se starostou Jiřím Fišerem z Tábora 2020 vytvořila ČSSD, Tábor 2020 a TOP 09.
Jiří Fišer jako lídr Tábora 2020 obhajoval funkci starosty; do táborské politiky také vstoupilo nové hnutí ANO. Za ODS se pokoušel vrátit na radnici někdejší dlouholetý starosta František Dědič.
Ve volbách získalo hnutí Tábor 2020, které si polepšilo o 2 mandáty; úspěšné bylo i hnutí ANO se 4 zastupiteli, z 6 na dva si pohoršila ODS. V nové koalici nahradilo TOP 09 hnutí JiNAK! – sdružení zelených a nezávislých s podporou pirátů, do městské rady také bylo přizváno hnutí ANO.
|        |                                                                          |    |                  |        |         |         |     |  |
| Strana | Strana                                                                   | Č. | Lídr             | Hlasy  | %       | Mandáty | +/– |  |
|        | Tábor 2020                                                               | 2  | Jiří Fišer       | 64 934 | 26,04 % | 8/27    | 2 ▲ |  |
|        | Česká strana sociálně demokratická                                       | 3  | Tibor Stano      | 39 104 | 15,68 % | 4/27    | 2 ▼ |  |
|        | ANO 2011                                                                 | 10 | Petr Novák       | 34 833 | 13,97 % | 4/27    | 4 ▲ |  |
|        | Komunistická strana Čech a Moravy                                        | 7  | Ladislav Šedivý  | 34 601 | 13,88 % | 4/27    | ▬   |  |
|        | JiNAK! – sdružení zelených, pirátů a nezávislých                         | 1  | Michaela Petrová | 25 674 | 10,3 %  | 3/27    | 1 ▲ |  |
|        | TOP 09                                                                   | 5  | Lenka Horejsková | 10 329 | 6,55 %  | 2/27    | 1 ▼ |  |
|        | Občanská demokratická strana                                             | 9  | František Dědič  | 15 876 | 6,37 %  | 2/27    | 4 ▼ |  |
|        | KDU-ČSL v Táboře                                                         | 8  | Viktor Mačura    | 9 845  | 3,95 %  | 0       | —   |  |
|        | Strana svobodných občanů                                                 | 4  | Jan Papula       | 7 974  | 3,2 %   | 0       | —   |  |
|        | Dělnická strana sociální spravedlnosti – za fotbalový stadion a 1. ligu! | 6  | Jaroslav Mrúz    | 174    | 0,07 %  | 0       | —   |  |
| Zdroj: |                                                                          |    |                  |        |         |         |     |  |

## Zvolení zastupitelé
| Zastupitel(ka)      | Strana              | Počet hlasů | Pořadí        | Pořadí   | Poznámka   |
| Zastupitel(ka)      | Strana              | Počet hlasů | na kandidátce | výsledné | Poznámka   |
| ------------------- | ------------------- | ----------- | ------------- | -------- | ---------- |
| Marek Slabý         | nestr. / Tábor 2020 | 3 466       | 4.            | 1.       |            |
| Jiří Fišer          | Tábor 2020          | 3 352       | 1.            | 2.       |            |
| Radoslav Kacerovský | Tábor 2020          | 2 899       | 5.            | 3.       |            |
| Milan Kasl          | nestr. / Tábor 2020 | 2 868       | 9.            | 4.       |            |
| František Korbel    | Tábor 2020          | 2 767       | 8.            | 5.       |            |
| Kateřina Bláhová    | Tábor 2020          | 2 621       | 2.            | 6.       |            |
| Petr Havránek       | Tábor 2020          | 2 589       | 3.            | 7.       |            |
| Štěpán Pavlík       | Tábor 2020          | 2 519       | 6.            | 8.       |            |
| Olga Bastlová       | ČSSD                | 2 138       | 2.            | 1.       |            |
| Tibor Stano         | ČSSD                | 1 911       | 1.            | 2.       |            |
| Jan Babor           | ČSSD                | 1 835       | 3.            | 3.       |            |
| Ladislav Kuchař     | nestr. / ČSSD       | 1 744       | 10.           | 4.       |            |
| Alena Heršálková    | nestr. / ANO 2011   | 1 833       | 6.            | 1.       |            |
| Radka Maxová        | ANO 2011            | 1 724       | 3.            | 2.       |            |
| Štěpán Kadilák      | nestr. / ANO 2011   | 1 628       | 5.            | 3.       |            |
| Petr Novák          | ANO 2011            | 1 619       | 1.            | 4.       |            |
| Václav Ebert        | KSČM                | 1 610       | 3.            | 1.       |            |
| Ladislav Šedivý     | KSČM                | 1 573       | 1.            | 2.       |            |
| Hana Škrdletová     | nestr. / KSČM       | 1 424       | 6.            | 3.       |            |
| Růžena Novotná      | KSČM                | 1 344       | 2.            | 4.       |            |
| Michaela Petrová    | SZ / JiNAK!         | 1 673       | 1.            | 1.       |            |
| Jakub Smrčka        | nestr. / JiNAK!     | 1 275       | 14.           | 2.       | navržen SZ |
| Lukáš Štrincl       | nestr. / JiNAK!     | 1 187       | 20.           | 3.       | navržen SZ |
| Lenka Horejsková    | TOP 09              | 1 431       | 1.            | 1.       |            |
| Ladislav Novotný    | TOP 09              | 973         | 3.            | 1.       |            |
| František Dědič     | ODS                 | 885         | 1.            | 1.       |            |
| Jaroslav Drda       | ODS                 | 742         | 6.            | 2.       |            |

## Městská rada po volbách[2]
| Portfej           | Člen rady        | Strana     |
| ----------------- | ---------------- | ---------- |
| Starosta          | Jiří Fišer       | Tábor 2020 |
| 1. místostarostka | Olga Bastlová    | ČSSD       |
| 2. místostarostka | Michaela Petrová | JiNAK!     |
| 3. místostarostka | Kateřina Bláhová | Tábor 2020 |
| Člen rady         | Tibor Stano      | ČSSD       |
| Člen rady         | Petr Havránek    | Tábor 2020 |
| Člen rady         | Miloš Tuháček    | JiNAK!     |
| Člen rady         | Radka Maxová     | ANO        |
| Člen rady         | Petr Novák       | ANO        |